# 丰特奈德博斯里
丰特奈德博斯里（法語：Fontenay-de-Bossery，法語發音：[fɔ̃tnɛ də bɔsʁi]）是法国奥布省的一个市镇，位于该省西北部，属于塞纳河畔诺让区。

## 地理
丰特奈德博斯里（48°27'12"N, 3°27'22"E）面积8.4 平方千米，位于法国大東部大區奥布省，该省份为法国中北部省份，北起马恩省，西接塞纳-马恩省，西南至约讷省，东南至科多尔省，东临上马恩省。
与丰特奈德博斯里接壤的市镇（或旧市镇、城区）包括：奥尔万河畔布伊、方丹马孔、居默里、拉莫特蒂利、塞纳河畔诺让、特赖内勒。
丰特奈德博斯里的时区为UTC+01:00、UTC+02:00（夏令时）。

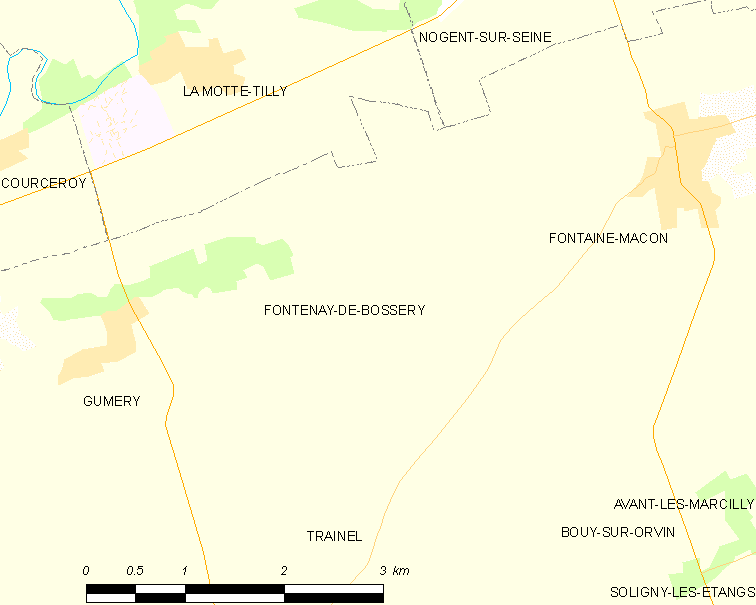
丰特奈德博斯里的OSM定位图

## 行政
丰特奈德博斯里的邮政编码为10400，INSEE市镇编码为10154。

## 政治
丰特奈德博斯里所属的省级选区为塞纳河畔诺让县。

## 人口

1962-2008年间丰特奈德博斯里人口变化图示

丰特奈德博斯里于2022年1月1日时的人口数量为70人。